# Быстрее пули (фильм, 2022)
«Быстре́е пу́ли» (англ. Bullet Train) — американский комедийный боевик 2022 года режиссёра Дэвида Литча и сценариста Зака Олкевича, экранизация романа Котаро Исаки «Поезд убийц». Главные роли в нём сыграли Брэд Питт, Джоуи Кинг, Аарон Тейлор-Джонсон, Брайан Тайри Генри, Эндрю Кодзи, Хироюки Санада, Майкл Шеннон, Бенито А. Мартинес Окасио и Сандра Буллок. Фильм рассказывает о наёмном убийце, который вступает в противостояние с врагами во время поездки в японском экспрессе. Он получил противоречивые отзывы критиков.

## Сюжет
Юичи Кимура («Отец») садится в скоростной поезд в Токио, чтобы найти того, кто скинул его сына Ватару с крыши. Тем временем, под руководством своего куратора Марии Битл, наёмник по кличке «Божья коровка», который заменяет другого наёмника – «Резчика», получает задание забрать кейс, полный наличных из того же поезда. Божья коровка не хочет этого делать, так как его недавняя полоса неудач на работе привела к случайным смертям. Также в поезде находятся два британских брата-убийцы под кодовыми именами «Лимон» и «Мандарин», которые только что спасли человека («Сын») от похитителей и везут его и кейс с наличными к его отцу, криминальному авторитету якудза родом из России, по прозвищу «Белая смерть».
Во время поездки Сын внезапно погибает от отравления. Божья коровка незаметно крадет кейс, но при попытке выйти из поезда на него нападает убийца из Мексики по кличке «Волк», узнавший Божью коровку, который присутствовал на его свадьбе, где были убиты все гости, а также его жена и босс. Волк ошибочно считает Божью коровку причастным к этим смертям, вступает с ним в схватку и по случайности погибает от своего же срикошетившего ножа. После этого Божья коровка прячет кейс с деньгами в мусоропровод и пытается покинуть поезд.
Юичи находит того, кто столкнул Ватару - молодую девушку, которая называется себя «Принц». Она специально заманила его в поезд, чтобы он впоследствии убил для неё Белую Смерть. Принц путём манипуляции очень быстро перехватывает инициативу и берёт Юичи под контроль, обезопасив свою жизнь тем, что она держит Ватару в заложниках в больнице, подослав к нему убийцу.
Божья коровка узнает Лимона по одной из своих неудачных миссий в Йоханнесбурге, где тот его дважды ранил, и предлагает вернуть кейс в обмен на разрешение беспрепятственно уйти. Однако, Лимон подозревает, что именно Божья коровка убил Сына – это приводит к драке, во время которой Лимон теряет сознание, а Божья коровка подсыпает ему в воду снотворное.
Мандарин будит Лимона, и они оба отправляются на поиски Божьей коровки, на которого хотят повесить убийство Сына. Принц находит кейс, оснащает его взрывчаткой, и отдаёт Юичи такой же заминированный пистолет Юичи, чтобы он взорвался при выстреле, так как Белая смерть имеет привычку казнить своих неудавшихся убийц их же оружием.
Лимон встречает Юичи и Принц и вычисляет, что именно эта пара забрала кейс. Он стреляет сначала в Юичи, затем собирается выстрелить в Принц, но падает без чувств, так как выпил отравленную снотворным воду. Принц стреляет в Лимона и прячет его и Юичи в уборной.
Божья коровка сталкивается с убийцей по кличке «Шершень», которая и отравила на свадебной церемонии жену и гостей Волка, а также Сына ядом змеи бумсланг. Во время потасовки оба подвергаются воздействию яда, но Божья коровка успевает принять противоядие Шершня прежде неё, и отравительница погибает.
Мандарин сталкивается с Принц и замечает одну из наклеек поезда Лимона на ней, понимая, что она застрелила его. Божья коровка прерывает их, не разобравшись в ситуации, и Мандарин погибает, пытаясь перед смертью предупредить, что Принц не та за кого себя выдаёт. На следующей остановке отец Юичи, «Старейшина», садится в поезд. Он узнает голос Принц и сообщает ей, что Ватару в безопасности, так как подосланный ей в больницу киллер был убит.
Принц сбегает, а Старейшина говорит Божьей коровке, что он здесь для того, чтобы отомстить Белой смерти, который  когда-то давно убил его жену, и предал босса, захватив Якудзу. Найдя Юичи и Лимона живыми, четверо решают объединить усилия и готовятся к встрече с Белой смертью, который уже поджидает их на конечной станции в Киото со своими людьми.
После прибытия туда, Божья коровка отдает Белой смерти кейс. Принц, которая оказывается дочерью Белой смерти, пытается заставить его выстрелить в нее из заминированного пистолета, но тот лишь насмехается над дочкой.
Белая смерть объясняет, что каждый из убийц, а также Сын, были связаны со смертью его жены. Он нанял их, надеясь, что они убьют друг друга, но не знал, что в последний момент Резчика (убившего жену Белой смерти) заменит Божья коровка. Люди Белой смерти открывают кейс, он взрывается, и взрывная волна отбрасывает Божью коровку и Белую смерть обратно в поезд, который снова начинает движение.
Оставшиеся в поезде якудза сражаются с Лимоном и Юичи, и первый выпадает из поезда вместе и одним из убийц. Старейшина вступает в поединок с Белой смертью, в итоге пронзая его своей катаной. Поезд, потерявший управление, врезается в центр Киото. Сильно израненный, но выживший Белая смерть пытается убить Божью коровку, заминированным пистолетом Принц, и тот взрывается, убивая его. Принц находит  Божьей коровку, Юичи и Старейшину и угрожает им пулеметом, но её сбивает грузовик, полный мандаринов, которым управляет Лимон. Мария Битл прибывает, чтобы забрать Божью коровку, в то время как японские власти начинают убирать ущерб, нанесенный крушением поезда.

## В ролях
- Брэд Питт — Божья коровка
- Джоуи Кинг — Принц
- Аарон Тейлор-Джонсон — Мандарин
  - Майлз Марз — молодой Мандарин
- Брайан Тайри Генри — Лимон
  - Джошуа Джонсон-Пейн — молодой Лимон
- Эндрю Кодзи — Юити Кимура / Отец
  - Паркер Лин — молодой Кимура
- Хироюки Санада — Старший
  - Ёси Сударсо[англ.] — молодой Старший
- Майкл Шеннон — Белая смерть
- Бенито А. Мартинес Окасио — Волк
  - Иэн Мартинес — молодой Волк
- Сандра Буллок — Мария Битл
- Зази Битц — Шершень
- Логан Лерман — Сын
- Маси Ока — кондуктор
- Карен Фукухара — проводник
- Паша Д. Лычников — Алексей Ильин
- Ченнинг Татум — пассажир поезда (в титрах не указан)
- Райан Рейнольдс — Резчик (в титрах не указан)
- Дэвид Литч — Джефф Зуфель

## Создание и релиз
Изначально «Быстрее пули» разрабатывался Антуаном Фукуа через его фирму Fuqua Films. Режиссёр планировал снять жестокий экшн-триллер в духе «Крепкого орешка», но в процессе проект превратился в лёгкую экшн-комедию.
Проект был анонсирован в июне 2020 года, когда Sony Pictures наняла Дэвида Литча в качестве режиссёра адаптации романа Котаро Исаки по сценарию Зака Олкевича. В июле стало известно, что одну из центральных ролей сыграет Брэд Питт. Джоуи Кинг начала переговоры об участии в проекте с ролью второго плана «уровня камео». В сентябре актёрский состав пополнил Эндрю Кодзи, в октябре — Аарон Тейлор-Джонсон и Брайан Тайри Генри. В ноябре 2020 года роли получили Зази Битц, Маси Ока, Майкл Шеннон, Логан Лерман и Хироюки Санада, в декабре — Карен Фукухара. Оператором стал Джонатан Села. В том же месяце к актёрскому составу присоединился Бэд Банни, а в феврале следующего года Сандра Буллок заменила Леди Гагу, покинувшую проект из-за конфликтов съёмочных расписаний с фильмом «Дом Gucci».
Производство началось в октябре 2020 года в Лос-Анжелесе. Съёмки стартовали 16 ноября 2020 года и завершились в марте 2021 года. Для них были построены три вагона поезда с вывешенными на окнах LED-экранами (на этих экранах показывали японские пейзажи, чтобы актёры смогли погрузиться в атмосферу). 
По словам постановщика трюков Грега Рементера, Питт исполнил 95 % своих трюков самостоятельно. По данным Variety, гонорар Питта составил $20 млн.
Изначально премьера фильма была запланирована на 8 апреля 2022 года, но позже её переносили на 15 и 29 июля того же года и на 5 августа. Мировая премьера состоялась 18 июля 2022 года в кинотеатре «Гран-Рекс» в Париже.
Фильм вышел и в формате IMAX.

## Оценки
По состоянию на 5 сентября 2022 года фильм собрал $87,9 млн в США и Канаде и $109,5 на территории других стран, в общей сложности собрав по всему миру $197,4. В США и Канаде «Быстрее пули» вышел в прокат одновременно с фильмом «Пасхальное воскресенье». В первый день фильм заработал $12,6 млн, включая $4,6 млн с предварительных показов в четверг. В первые выходные фильм собрал $30,1, возглавив прокат. В следующие выходные фильм остался на первом месте и собрал $13,4, а в третьи сместился на третью позицию и собрал $8 млн.
На сайте Rotten Tomatoes фильм имеет рейтинг 54 % со средней оценкой 5,6 из 10. Консенсус сайта гласит: «Яркого актёрского состава и скоростного экшена в „Быстрее пули“ вполне достаточно, чтобы двигаться в нормальном темпе, когда сюжет сходит с рельсов». Metacritic присвоил фильму 49 баллов из 100 возможных, что указывает на «смешанные или средние отзывы». Зрители, опрошенные для CinemaScore, дали фильму среднюю оценку «B+» по шкале от A+ до F. PostTrak сообщил, что 82 % зрителей дали фильму положительную оценку, при этом 63 % сказали, что они определённо рекомендовали бы его к просмотру.
Обозреватель Chicago Sun-Times Ричард Роупер дал фильму оценку 3,5 из 4, назвав его «дико увлекательным» и похвалив игру актёров, «креативные и кровавые боевые сцены» и сценарий. Питер Дебрудж из Variety написал: «„Быстрее пули“ ощущается как очередное творение создателей „Большого куша“…, микс боевых искусств наподобие „Убить Билла“, вдохновение из манги и фильмов о болтливых наёмниках без намёка на… всякий здравый смысл».